# ادواردو د فیلیپو
ادواردو دِ فیلیپو (ایتالیایی: Eduardo De Filippo؛ ۲۴ مهٔ ۱۹۰۰ – ۳۱ اکتبر ۱۹۸۴) کارگردان، هنرپیشه، شاعر، فیلم‌نامه‌نویس، نویسنده و نمایش‌نامه‌نویس اهل ایتالیا بود.

## زندگی‌نامه
د فیلیپو در ناپل متولد شد. او دومین فرزند از سه فرزند خانواده بود که دو فرزند دیگر تیتینا ده فیلیپو و پپینو د فیلیپو بودند. پدرش در واقع از سال ۱۸۷۶ با رزا دی فیلیپو، عمه پدری لوئیزا ازدواج کرد. 
او بازیگری را در سن پنج سالگی آغاز کرد و در سال ۱۹۳۲ با برادرش پپینو و خواهرش تیتینا یک شرکت تئاتر به نام شرکت تئاتر طنز دی فیلیپو تاسیس کرد. 
پپینو در سال ۱۹۴۴  و تیتینا در اوایل دهه ۱۹۵۰ گروه را ترک کرد. پس از جنگ، در سال 1948 او تئاتر اس. فردیناندو را در ناپل خریداری کرد که در سال ۱۹۵۴ افتتاح شد. 
د فیلیپو بر اثر نارسایی کلیه در ۳۱ اکتبر ۱۹۸۴ در رم در سن ۸۴ سالگی درگذشت.

## بخشی از فیلم‌شناسی
- مرد، زن و پول (کارگردان)
- ناپلی‌ها در میلان (کارگردان و بازیگر)
- ارواح – به سبک ایتالیایی (نویسنده)
- ارواح رم (بازیگر)
- در پارک اتفاق افتاد (بازیگر)
- سه احمق خوش‌شانس (بازیگر)
- طلای ناپل (بازیگر)
- کلاه سه‌گوش (بازیگر)
- با صدای بلند شلیک کن

## نمایشنامه ها
- شب عید میلاد در خانه کوپی یللو
- نداهای درون